# Eleição municipal de Muriaé em 2008
A eleição municipal da cidade brasileira de Muriaé em 2008 ocorreu em 5 de outubro de 2008. O prefeito titular era José Braz, do PP, foi reeleito prefeito de Muriaé.

## Candidatos
|  | 11 |  | José Braz (PP) José Braz                       |  | Aloysio Aquino (PSDB) Aloysio Navarro de Aquino | Sem coligação - Progressistas (PP)                                 |
|  | 15 |  | Odilon (PMDB) Odilon Paiva Carvalho            |  | Aderbal (PPS) Aderbal Fernandes da Silva        | Sem coligação - Partido do Movimento Democrático Brasileiro (PMDB) |
|  | 40 |  | Cláudio Quiareli (PSB) Cláudio Quiareli Júnior |  | José Paulo (PSB) José Paulo da Silva Monteiro   | Sem coligação - Partido Republicano Progressista (PRP)             |

## Resultado da eleição para prefeito
| José Braz (PP)          | Aloysio Aquino (PSDB)   | 34.646 | 60,45%  |
| Odilon (PDT)            | Aderbal (PPS)           | 21.121 | 36,85%  |
| Cláudio Quiareli (PTB)  | Themis (PR)             | 1.549  | 2,70%   |
| Total de votos válidos  | Total de votos válidos  | 57.316 | 100,00% |
| Votos apurados          |                         |        |         |
| Votos válidos           | Votos válidos           | 57.316 | 93,19%  |
| Votos em branco         | Votos em branco         | 1.053  | 1,84%   |
| Votos nulos             | Votos nulos             | 2.846  | 4,97%   |
| Total de votos apurados | Total de votos apurados | 61.206 | 100,00% |
| Eleitores               |                         |        |         |
| Comparecimento          | Comparecimento          | 61.215 | 85.46%  |
| Abstenções              | Abstenções              | 10.417 | 14.54%  |
| Total de eleitores      | Total de eleitores      | 75.954 | 100,00% |
| Total de seções: 225    |                         |        |         |